# 普羅庫拉瓦
48°20′11″N 24°53′28″E / 48.33639°N 24.89111°E
普羅庫拉瓦（烏克蘭語：Прокурава），是烏克蘭的村落，位於該國西部伊萬諾-弗蘭科夫斯克州，由科索夫區負責管轄，處於皮斯季尼卡河畔，始建於1633年，面積3平方公里。